# West Betuwe
West Betuwe é um município dos Países Baixos, situado na província da Guéldria. Tem 229,12 km² de área e sua população em 2020 foi estimada em 51.281 habitantes.